# Wasilij Diemientjew
Wasilij Fiodorowicz Diemientjew (ros. Василий Фёдорович Дементьев, ur. 28 stycznia?/9 lutego 1896 w Petersburgu, zm. 2 lutego 1940) – funkcjonariusz radzieckich służb specjalnych, major bezpieczeństwa państwowego.

## Życiorys
Po ukończeniu szkoły w 1912 pracował jako kurier banku w Petersburgu, wyrobnik i pomocnik szofera, od sierpnia 1915 do marca 1917 żołnierz rosyjskiej armii, zdezerterował, od marca do listopada 1917 przebywał na leczeniu z powodu złamania ręki. 
W listopdzie-grudniu 1917 żołnierz konnego oddziału partyzanckiego Czerwonej Gwardii, od lutego 1918 służył we Flocie Bałtyckiej, od stycznia 1919 do stycznia 1920 we Flotylli Wołżańsko-Kaspijskiej, od stycznia 1920 we Flocie Kaspijskiej, a od marca do maja 1921 we Flocie Czarnomorskiej, w lutym 1919 został członkiem RKP(b). Od maja 1921 funkcjonariusz Czeki, sekretarz morskiego wydziału specjalnego w Noworosyjsku, zastępca naczelnika oddziału pogranicznego Czeki w Tuapse, później naczelnik specjalnego oddziału pogranicznego w Soczi i Noworosyjsku, 1921 za pijaństwo wykluczony z partii. Od kwietnia 1924 do kwietnia 1926 pełnomocnik Pełnomocnego Przedstawicielstwa OGPU Kraju Północnokaukaskiego, od lipca 1926 do 1 marca 1927 szef oddziału Sekcji Ochrony Pogranicznej PP OGPU Kraju Północnokaukaskiego, od marca 1927 do kwietnia 1929 szef oddziału tego PP OGPU, od 24 kwietnia do maja 1929 szef oddziału Wydziału Kontrwywiadowczego PP OGPU Kraju Północnokaukaskiego. Od maja 1929 do 1 października 1930 szef Wydziału Kontrwywiadowczego Okręgowego Oddziału GPU we Władykaukazie, 1930 został kandydatem na członka WKP(b), od 1 października 1930 do 28 kwietnia 1931 szef Wydziału Specjalnego Władykaukaskiego Sektora Operacyjnego GPU, od 28 kwietnia do grudnia 1931 pomocnik szefa Obwodowego Oddziału GPU we Władykaukazie, od stycznia 1932 do 5 stycznia 1934 pomocnik szefa Wydziału Ekonomicznego PP OGPU Kraju Północnokaukaskiego. Od 5 stycznia do 10 lipca 1934 szef Wydziału Ekonomicznego PP OGPU Kraju Północnokaukaskiego, od 10 lipca 1934 do 16 sierpnia 1936 szef Wydziału Ekonomicznego Zarządu Bezpieczeństwa Państwowego (UGB) Zarządu NKWD Kraju Północnokaukaskiego, od 25 grudnia 1935 kapitan bezpieczeństwa państwowego, od 16 sierpnia 1936 do 1 lipca 1937 szef Zarządu NKWD Czeczeno-Inguskiej ASRR. Od 1 lipca do 13 sierpnia 1937 ludowy komisarz spraw wewnętrznych Czeczeno-Inguskiej ASRR, 8 lipca 1937 awansowany na majora bezpieczeństwa państwowego, od 13 sierpnia do 29 września 1937 szef Zarządu NKWD obwodu północnego, od 29 września 1937 do 13 czerwca 1938 szef Zarządu NKWD obwodu archangielskiego, od 13 czerwca do 29 listopada 1938 szef Zarządu NKWD obwodu nadmorskiego (późniejszy Kraj Nadmorski) i jednocześnie szef Wydziału Specjalnego NKWD Floty Pacyficznej. Deputowany do Rady Najwyższej RFSRR 1 kadencji.
28 grudnia 1938 aresztowany, 1 lutego 1940 skazany na śmierć przez Kolegium Wojskowe Sądu Najwyższego ZSRR, następnie rozstrzelany. Nie został zrehabilitowany.

## Odznaczenia
- Order Czerwonej Gwiazdy (11 lipca 1937)
- Medal jubileuszowy „XX lat Robotniczo-Chłopskiej Armii Czerwonej” (22 lutego 1938)
- Odznaka "Honorowy Funkcjonariusz Czeki/GPU (XV)" (20 grudnia 1932)